# Ayun, Chư Sê
Ayun là một xã cũ thuộc huyện Chư Sê, tỉnh Gia Lai, Việt Nam.
Xã Ayun có diện tích 51,34 km², dân số năm 1999 là 2.156 người, mật độ dân số đạt 42 người/km².